# Municipio de Chester (condado de Wells)
El municipio de Chester (en inglés: Chester Township) es un municipio ubicado en el condado de Wells en el estado estadounidense de Indiana.

## Geografía
El municipio de Chester se encuentra ubicado en las coordenadas 40°37′4″N 85°16′8″O / 40.61778, -85.26889. Según la Oficina del Censo de los Estados Unidos, el municipio tiene una superficie total de 92,7 km², de la cual 92,25 km² corresponden a tierra firme y (0,49 %) 0,45 km² es agua.

## Demografía
Según el censo de 2010, había 936 personas residiendo en el municipio de Chester. La densidad de población era de 10,1 hab./km². De los 936 habitantes, el municipio de Chester estaba compuesto por el 97,86 % blancos, el 0,21 % eran afroamericanos, el 0,53 % eran amerindios, el 0,11 % eran asiáticos, el 0,96 % eran de otras razas y el 0,32 % eran de una mezcla de razas. Del total de la población el 2,35 % eran hispanos o latinos de cualquier raza.